# Ligne de Castelvetrano à Porto Empedocle
La ligne Castelvetrano-Porto Empedocle était une ligne de chemin de fer à voie étroite qui reliait Castelvetrano, dans la province de Trapani à Agrigente, en suivant un tracé en partie côtier dans le sud-ouest de la Sicile. 

## Histoire

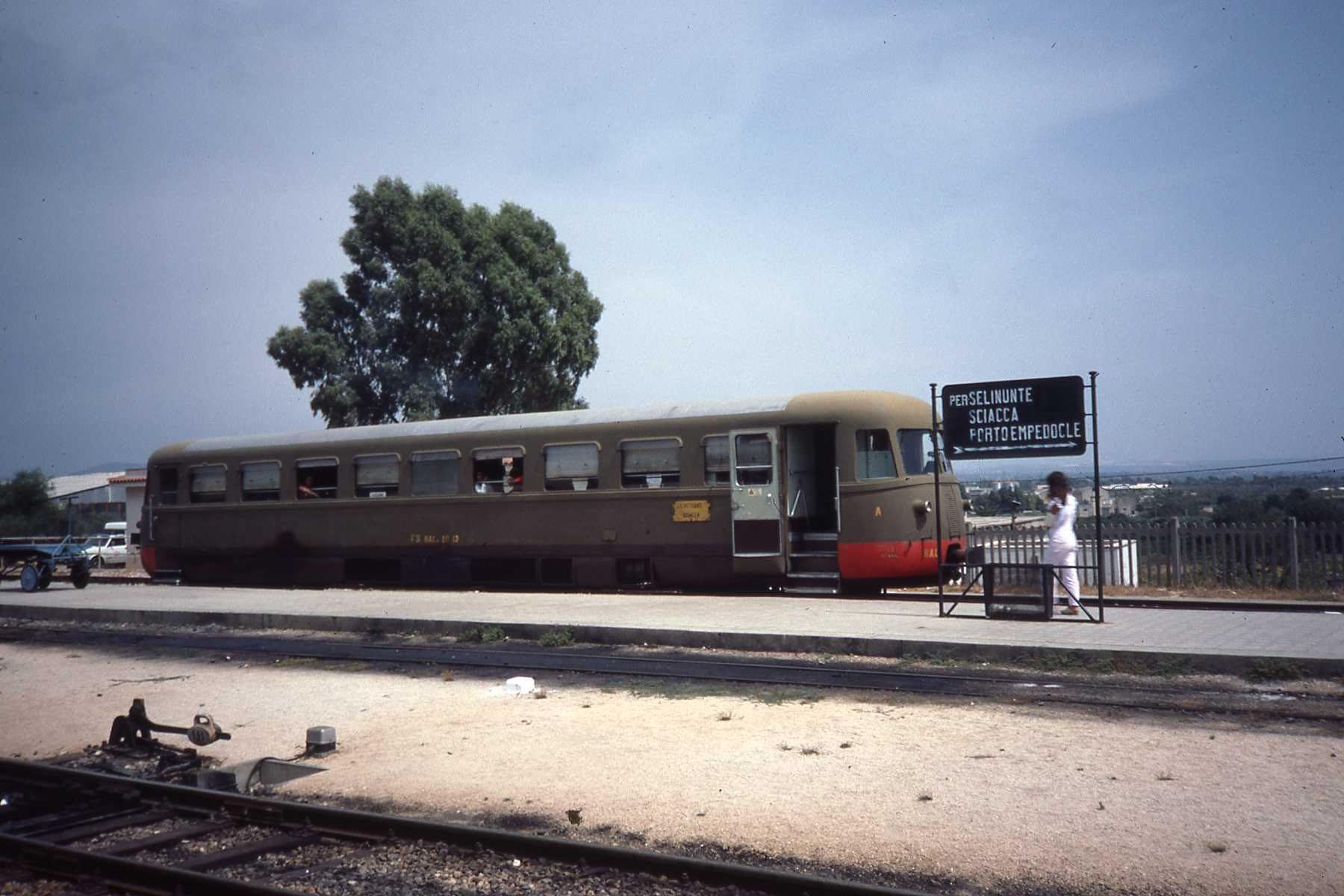
Un autorail RALn 60 stationné à Castelvetrano en 1984.

| Tronçon                      | Inauguration     |
| ---------------------------- | ---------------- |
| Castelvetrano - Sélinonte    | 20 juin 1910     |
| Siculiana - Porto Empédocle  | 16 décembre 1911 |
| Sélinonte- Sciacca           | 21 février 1914  |
| Cattolica Eraclea -Siculiana | 16 juin 1915     |
| Ribera - Cattolica Eraclea   | 26 février 1917  |
| Sciacca-Ribera               | 2 juillet 1923   |